# あんたの花道
「あんたの花道」（あんたのはなみち）は、2002年1月23日に発売された天童よしみのシングル。

## 概要
天童よしみの30周年記念シングルで、 天童演歌の王道を極める楽曲となっている。
NHK紅白歌合戦では、第53回（2002年）、第67回（2016年）、第71回（2020年）、第72回（2021年）、第75回（2024年）の計5回歌唱されている。
同曲は大阪桐蔭高等学校吹奏楽部によって、高校野球の応援で演奏されている。同校は天童と共演しており、NHK総合『うたコン』に2回出演したほか、『第72回NHK紅白歌合戦』では「あんたの花道～ブラバンSP～」として演奏した。

## 収録曲
| #  | タイトル                                 | 作詞       | 作曲     | 編曲     |
| -- | ---------------------------------------- | ---------- | -------- | -------- |
| 1. | 「あんたの花道」                         | 木下龍太郎 | 安藤実親 | 前田俊明 |
| 2. | 「あんたの花道（オリジナル・カラオケ）」 |            |          |          |
| 3. | 「あんたの花道（一般メロ入りカラオケ）」 |            |          |          |
| 4. | 「惚の字の・ほ」                         | 田久保真見 | 野原理香 | 矢野立美 |
| 5. | 「惚の字の・ほ（オリジナル・カラオケ）」 |            |          |          |